# Медвин Гудалл
Медвин Гудолл (Medwyn Goodall, 1961, Йоркшир) — композитор и музыкант-мультиинструменталист, главным образом создающий музыку в стиле нью-эйдж. Часть произведений относятся к современной «артуриане».

## Биография
Медвин Гудолл родился в 1961 году в великобританском графстве Йоркшир.  
Начал заниматься музыкой в подростковом возрасте, вскоре освоил мандолину, фортепиано, барабаны, арфу, флейту, глокеншпиль, свирели, вибрафон и синтезатор. Выступал в составе группы Trax. Однако так и не получил профессионального образования, является музыкантом-самоучкой. 
В 1986 году выпустил свой первый альбом «Emergence». Всего дискография музыканта насчитывает более 75 альбомов. 
Начиная с 2007 года он выпустил несколько альбомов под псевдонимом Midori, разграничивая таким образом отличие в музыке. Некоторая подходит для терапевтического искусства, а также для глубокого расслабления, некоторая при лечении нарушенения сна, массажа, медитации и исцеления».

### Личная жизнь
Проживает в Корнуолле с женой Венди.